# Mirabello (Reggio Emilia)
Il Mirabello (Al Mirabèl in dialetto reggiano) è un quartiere densamente popolato della periferia orientale di Reggio Emilia. Situato appena fuori dai viali di circonvallazione, presso porta San Pietro, ospita l'omonimo vecchio stadio comunale, sino al 1995 terreno di gioco della Reggiana. 
Posto fra la via Emilia per Modena e il tratto iniziale della strada comunale del Quinzio, fino agli anni '80 costituiva la porzione sud occidentale di Villa Ospizio.

## Geografia fisica
Si tratta di un ambito totalmente a carattere urbano ad alta densità abitativa. 
Confina a nord e a est con Ospizio, a sud con Pappagnocca e Rosta Nuova e a ovest con San Pietro esterna. Non sono presenti corsi d'acqua in superficie: l'unico, tombato, è rappresentato dal canale del Buco del Signore che si porta verso la stazione ferroviaria centrale.

## Origini del nome
Mirabello è un toponimo ampiamente diffuso nella toponomastica dei territori di lingua italiana. Composto dall'imperativo mira + bello allude chiaramente all'amenità del paesaggio (es. Belvedere), in origine totalmente agreste.

## Storia
Situato su un'ex area demaniale e militare il quartiere cominciò ad avere una discreta autonomia dall'inizio degli anni '60, periodo in cui vennero realizzati i grandi palazzoni che abbracciano il semiperimetro sudorientale del vecchio stadio comunale Mirabello.
Si parla di quest'area della città per la prima volta in documenti che risalgono al 1142, allora conosciuti come i borghi (o borgo) di San Pietro che assieme agli altri insediamenti extra moenia fu poi abbattuto dagli Este per motivi militari a metà del XVI secolo, in occasione della cosiddetta tagliata. È certo come nell'area del Mirabello fosse presente una braida, parola di origine longobarda e comune a molti toponimi italiani che sta a indicare dei campi appena fuori dalle mura, coltivati a prato. A conferma di ciò è segnalata, proprio nel 1217, una fiera di bestiame in questi appezzamenti spesso indicati appunto come i prati della fiera. Parte di questa braida faceva parte delle possessioni agricole della curia vescovile reggiana la quale vi fece costruire una dimora detta Mirabello fra il 1624 e il 1659. È probabile che fosse individuato questo epiteto per la gradevole veduta di filari e coltivazioni che si poteva ammirare dal posto. L'edificio fu poi demolito qualche anno più avanti in occasione dell'assedio da parte degli Spagnoli. Il terreno fu acquisito dal Comune di Reggio nel 1869 per costruirvi la nuova piazza d’Armi e l’edificio della polveriera, dismessi dagli anni '70 e oggi in parte riconvertiti a usi sociali e comunitari. La costruzione del noto stadio comunale Mirabello risale al 1910 e coinvolse la superficie ubicata fra le odierne viale Olimpia e via Giacomo Matteotti. Inizialmente sorto come un semplice campo di calcio, in un secondo tempo vide l'aggiunta delle tribune e degli spalti nonché diversi interventi di allargamento, l'ultimo dei quale risale al 1988. Fino al 1995 l'impianto fu il campo di gioco della Reggiana, attualmente ha ospitato le partite del Brescello, della squadra cittadina di rugby e oggi è il campo di gioco dell Sassuolo calcio femminile.
Nel secondo dopoguerra il quartiere fu lambito dalla zona sportiva di via Melato, che era già stata programmata in quell'area all'interno del Piano Artoni del 1940 dall'allora amministrazione fascista. Furono così realizzate diverse strutture ancora oggi operative, fra cui la piscina, il campo d'atletica e i campi da tennis. tuttavia le grandi trasformazioni urbanistiche cominciarono a partire dagli anni '50 e si protrassero fino agli anni '80: in quel trentennio il quartiere fu coinvolto in una elevata crescita demografica che indusse l'amministrazione comunale a realizzare diversi servizi pubblici e attrezzature collettive, fra questi: la scuola primaria Dall'Aglio e il nido Arcobaleno. L'espansione urbanistica e l'aumento della popolazione indussero la diocesi a erigere, nel 1982, una nuova parrocchia intitolata a san Pasquale Baylon stralciando così il Mirabello dalla originaria parrocchia di san Francesco da Paola di Ospizio. Tuttavia, problemi di natura economica e la crisi delle vocazioni, indussero le autorità religiose a non realizzare alcun nuovo polo ecclesiastico. Nonostante sulla carta la parrocchia risulti ancora esistente il polo religioso di riferimento per i cattolici del Mirabello è la parrocchia di Ospizio.
A partire dagli anni 2000 il quartiere Mirabello è stato interessato dal programma di riqualificazione urbana Reggio Est che abbraccia l'area della polveriera portandosi verso la stazione centrale, via Giuseppe Turri (Ospizio) e le ex OMI Reggiane. 
All'interno del parco pubblico di via Giacomo Matteotti, è stato collocato il monumento ai caduti dell’Heysel del 1985 che ricorda anche Claudio Zavaroni, fotografo reggiano che perse la vita in quella strage.

## Monumenti e luoghi di interesse
Il quartiere, di recente formazione, ospita diverse emergenze architettoniche di pregio nell'area dell'ex polveriera e sulla strada comunale del Quinzio.

### Architetture civili
- Villino, via Terrachini-ang. via Adelina Patti (architettura primo '900)

### Architetture militari
- Complesso ex Polveriera, viale Olimpia-piazzale Luigi Reverberi (sec. XIX-XX)

### Aree naturali
- Parco Adelina Patti (già parco della Polveriera)[7], via fratelli Tondelli
- Parco Giacomo Matteotti (già parco del Mirabello)[8], via Giacomo Matteotti

## Società
L'ambito territoriale di Mirabello, fra il 2014 e il 2019, ha visto la popolazione diminuire del 2,42% portandosi oggi a circa 2.400 residenti. Vi è l'indice di vecchiaia più alto di tutto il comune di Reggio (284,8 contro 137). Il tasso di natalità è simile alla media comunale (8‰). Il numero di componenti medi a nucleo famigliare è molto più basso rispetto a quello del comune (1,4 rispetto a 2,2 componenti a nucleo). La presenza di cittadini stranieri è più alta rispetto al dato generale della città ed è pari al 20,8% (contro il 16,4% a livello comunale). Le prime tre nazionalità non italiane presenti sul territorio provengono da: Romania, Albania e Ghana.

### Istituzioni, enti e associazioni
- Associazione Nazionale Alpini di Reggio Emilia[10], piazzale gen. Luigi Reverberi
- Associazione di volontariato Mani di Mamma[11], c/o Polveriera, piazzale mons. Oscar Romero
- Associazione di promozione sociale K-Lab[12], c/o Polveriera, piazzale mons. Oscar Romero
- Associazione di promozione sociale Sentiero Facile[13], c/o Polveriera, piazzale mons. Oscar Romero
- Consorzio Oscar Romero[14], c/o Polveriera, piazzale mons. Oscar Romero
- Consorzio Winner Mestieri Emilia-Romagna[15], c/o Polveriera, piazzale mons. Oscar Romero
- Cooperativa sociale Dimora d'Abramo[16], c/o Polveriera, piazzale mons. Oscar Romero
- Cooperativa sociale Coress[17] - il Piccolo Principe, c/o Polveriera, piazzale mons. Oscar Romero
- Cooperativa sociale L'Ovile[13], c/o Polveriera, piazzale mons. Oscar Romero
- Neon APS[18], via Mirabello
- Società consortile La Polveriera[19], piazzale mons. Oscar Romero, piazzale mons. Oscar Romero
- SGB - Sindacato Generale di Base di Reggio Emilia[20], via Sante Vincenzi
- Unione Nazionale Enalcaccia Pesca e Tiro - sede di Reggio Emilia[21], via Sante Vincenzi

## Cultura

### Infanzia
- Nido d'infanzia comunale Arcobaleno[22], via Adelina Patti

### Scuola dell'obbligo
- Scuola primaria statale a tempo lungo Aldo Dall'Aglio[23], via Pier Giacinto Terrachini (ex Circolo didattico V)

### Altro
- Biblioteca fondo Ero Righi[24], c/o sala civica Polveriera, piazzale mons. Oscar Romero
- Neon APS[18], via Mirabello

## Economia
Mirabello ha una vocazione prettamente residenziale e terziaria. È abitato per lo più da individui anziani soli, in prevalenza donne, e da un 20% di cittadini non italiani. Non sono presenti attività produttive bensì commercio al dettaglio e servizi, collocati lungo le principali arterie di scorrimento che cingono il quartiere. Si contano diverse aree pubbliche e private dedicate all'erogazione di servizi alla persona, in particolar modo nel campo del welfare e delle fragilità, nel campo sportivo, nel campo dell'infanzia e in quello dell'educazione primaria.

## Infrastrutture e trasporti
Il quartiere dispone di diversi percorsi ciclopedonali che lo mettono in comunicazione con il centro storico della città fiancheggiando le principali arterie stradali. L'itinerario ciclabile principale è attraversato dalla Ciclovia 2 che collega Via Curie e il Villaggio Stranieri al centro della città insistendo sulla strada comunale del Quinzio. 
È collegato alla città e ai quartieri limitrofi tramite una fitta rete di linee urbane del trasporto pubblico locale ad altra frequenza esercite da SETA ed è dotato di un parcheggio scambiatore situato all'interno dell'area della ex Polveriera su cui effettua servizio il bus navetta che collega al centro storico percorrendo la via Emilia. In loco transita il sentiero CAI Lazzaro Spallanzani che conduce a San Pellegrino in Alpe transitando per Scandiano, ove è presente la casa natale del celebre scienziato reggiano.
Date le caratteristiche urbanistiche dell'agglomerato, Mirabello è all'interno di una zona residenziale a traffico moderato.

## Amministrazione
Il territorio del Mirabello è sempre stato sottoposto alla giurisdizione del Comune di Reggio all'interno della villa di Ospizio. Dal 1978 al 2009 ha fatto parte della Circoscrizione Sesta e, dal 2009 al 2014, della Circoscrizione Nord-Est. Il governo della circoscrizione (che comprendeva anche le frazioni più esterne e i quartieri limitrofi) è sempre stato retto da maggioranze di sinistra, guidate dal PCI e dal PSI e, dal 1995, di centrosinistra.

## Sport

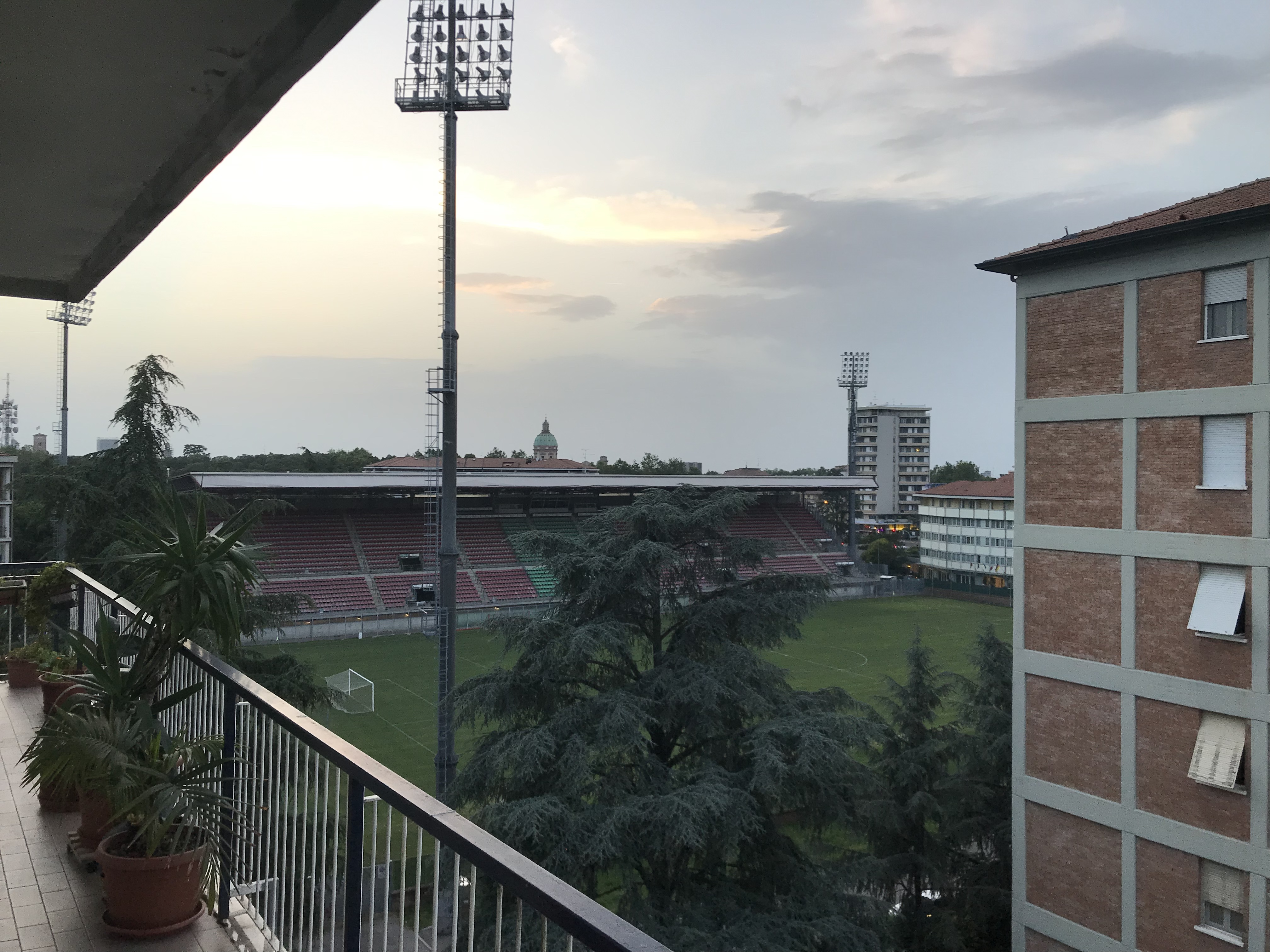
Lo stadio comunale Mirabello visto da un palazzo circostante

La zona è collocata a ridosso del centro polisportivo di via Terrachini, ove sono presenti una moltitudine di discipline sportive oltre alla piscina olimpionica Ferretti-Ferrari e al campo di atletica leggera Virgilio Camparada. Seppure adiacente al quartiere Mirabello il centro polisportivo è all'interno dei limiti territoriali di Ospizio.
Gli altri principali impianti sportivi sono:
- Stadio comunale Mirabello (gestito dal Sassuolo calcio femminile per conto di Gisport[31]), via Giacomo Matteotti
- Palestra Zavaroni c/o stadio comunale Mirabello (gestita dalla Boxe Tricolore[32]), via Giacomo Matteotti
- Palestra scolastica comunale Aldo Dall'Aglio (pallavolo, ginnastica, minivolley, gestita da Primavera Life Asd[33]), via Pier Giacinto Terrachini[34]

Campi di gioco non regolari sono situati all'interno del parco pubblico della Polveriera.